# Nemognathomimus pallidulus
Nemognathomimus pallidulus är en skalbaggsart som först beskrevs av Linsley 1935.  Nemognathomimus pallidulus ingår i släktet Nemognathomimus och familjen långhorningar.
Artens utbredningsområde är El Salvador. Inga underarter finns listade i Catalogue of Life.